# معرض طوابع البريد
معرض هواة جمع طوابع البريد، هو معرض للطوابع وتاريخ البريد حيث يتنافس هواة جمع الطوابع على الميداليات. وتُعرض المعروضات في إطارات زجاجية، وعادةً ما يصاحب المعرض مزايدات لتجار الطوابع وأجنحة لمكاتب البريد حيث يمكن شراء الطوابع وغيرها من المواد الخاصة بهواة جمع الطوابع.

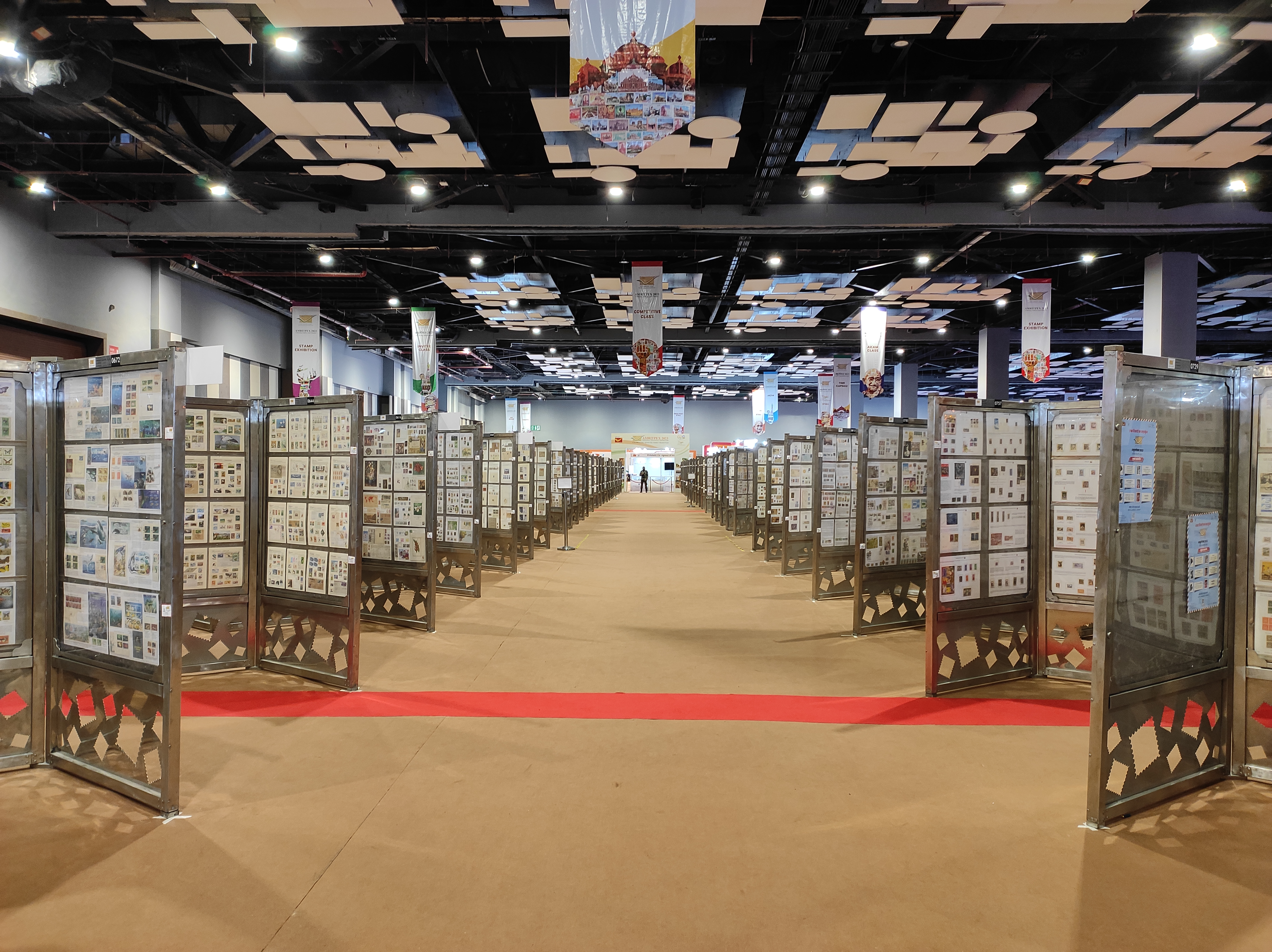
معرض طوابع حديث أقيم سنة 2023.

تُعد العديد من معارض هواة جمع الطوابع أحداثًا منتظمة، تُقام سنويًا أو بتواتر آخر، وهي أحداث مهمة في تقويم هواة جمع الطوابع.

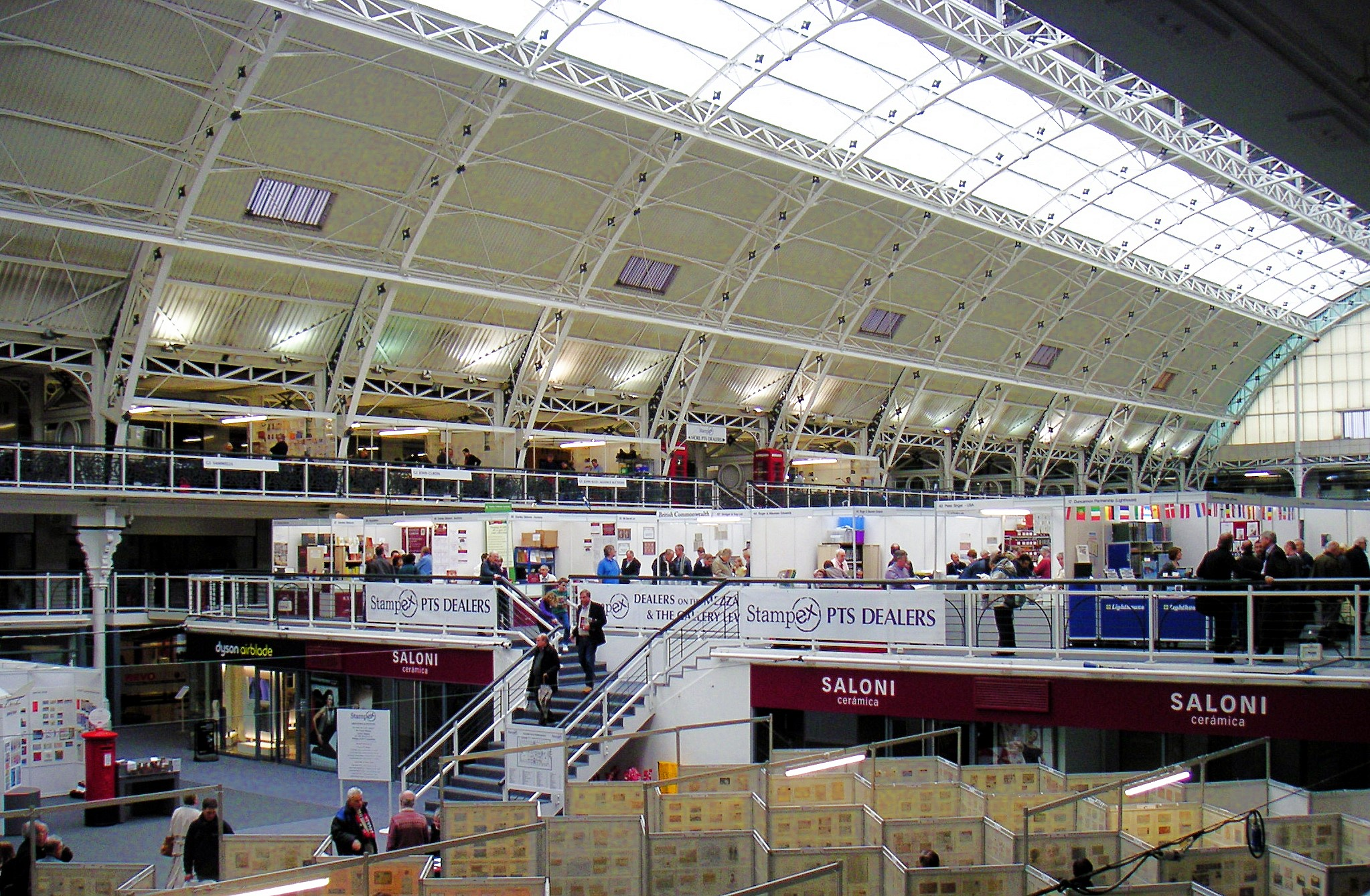
معرض طوابع Spring Stampex 2011

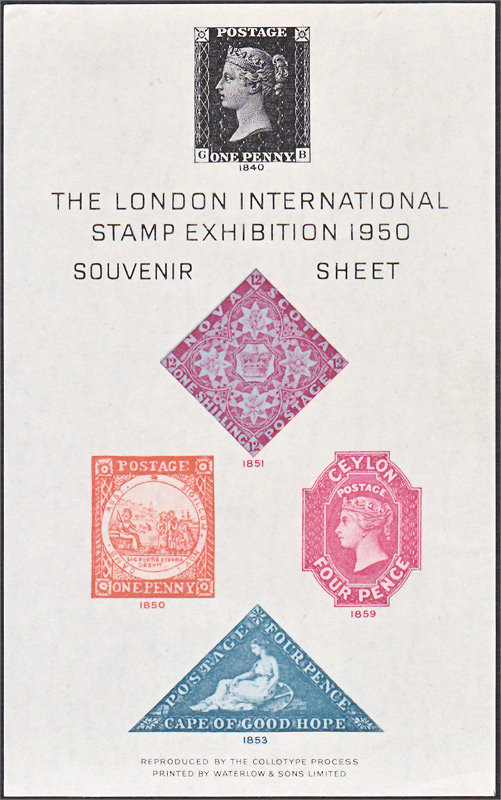
ورقة تذكارية لمعرض الطوابع الذي أقيم في لندن سنة 1950

## أنواع المعارض
عادةً ما تكون المعارض ذات نطاق دولي أو وطني أو إقليمي أو محلي. وقد تكون أيضاً لاهتمامات تجميعية محددة، مثل معرض يوروثيما لجمع طوابع الهواة.
أما المعارض الدولية المرموقة فهي تلك التي تحظى برعاية الاتحاد الدولي لهواة جمع الطوابع (FIP)، على الرغم من أن التكلفة المتزايدة للامتثال لمتطلبات الاتحاد الدولي لهواة جمع الطوابع قد أثارت قلق بعض منظمي المعارض، خاصة في العالم النامي.

## فئات المعروضات
تُعرض المعروضات في فئات مختلفة. عادة ما تكون الفئات مماثلة لفئات لجان FIP:
- هواية جمع الطوابع الجوية
- هواة طوابع بريد الفضاء
- مكافحة تزوير الطوابع
- بطاقة قصوى (طوابعية)
- آداب البريد الجوي
- تاريخ بريد الطوابع
- القرطاسية البريدية
- طوابع البريد الموضوعية
- الطوابع التقليدية
- طوابع البريد الضريبية
- طوابع الشباب

لا تعرض جميع الفئات في كل معرض حيث قد لا تتوفر المعروضات والمحكمين. بالإضافة إلى ذلك، قد تحتوي المعارض غير المعتمدة من قبل FIP على فئات مختلفة من الفئات.

## التحكيم
تصنف الطوابع ويحكم فيها وفقًا لمعايير متفق عليها، وفي حالة المعارض الدولية، عادةً ما تستعمل قواعد الاتحاد الدولي لهواة جمع الطوابع. ويجب أن يكون الحكام معتمدين من قبل الاتحاد الدولي لهواة جمع الطوابع حتى يكونوا مؤهلين للتحكيم في المعارض المعتمدة من الاتحاد الدولي لهواة جمع الطوابع.
يعتبر التحكيم مهارة في حد ذاته ويتطلب التدريب عليها.

## الجوائز
يمنح الحكام مجموعة متنوعة من الجوائز، بما في ذلك الميداليات الذهبية والفضية والفضية وغيرها من الجوائز التي يحددها مسؤولو المعرض.

## هدايا تذكارية
من الشائع أن تطبع أغلفة تذكارية وأوراق تذكارية للمعارض الأكبر حجماً وهي من التخصصات المعترف بها في حد ذاتها.

## اقرأ أيضاً
- DeVoss, James T. Federation Internationale de Philatelie Awards List. State College, Pa.: J.T. DeVoss, 1980-1990 14 editions
- Grough, James Peter. The Ever-Changing Paradigm of Philatelic Exhibiting. Malmo: Postiljonen AB, 2012 58p.
- Odenweller, Robert P. The F.I.P. Guide to Exhibiting and Judging Traditional and Postal History Exhibits. Zurich: Federation Internationale de Philatelie, 1993

## روابط خارجية
- EXPONET virtual philatelic exhibition